# Gentianella annaverae
Gentianella annaverae är en gentianaväxtart som först beskrevs av Pînzaru, och fick sitt nu gällande namn av Pînzaru. Gentianella annaverae ingår i släktet gentianellor, och familjen gentianaväxter. Inga underarter finns listade i Catalogue of Life.